# Smrdeči kukmak
Smrdeči kukmak (znanstveno ime Agaricus impudicus) je gliva iz rodu kukmakov (Agaricus).

### Značilnosti
Klobuk smrdlečega kukmaka je širok od 4 do 15 cm, sprva je izbočen, kasneje pa se izravna. Površina klobuka je belkasta in je posejana s številnimi luskicami, ki so proti sredini klobuka vedno bolj temno rjave.
Lističi so gosti in prosti. Pri mladih gobah so bledo rožnate barve, s staranjem pa postanejo čokoladno rjavi.
Bet je bele barve, visok je od 6 do 12 cm in meri v premeru med 0,8 in 2 cm. Proti dnu se kijasto razširi. Na betu se tik pod klobukom nahaja obroček.
Meso je belo, nekoliko neprijetnega vonja in blagega okusa in rahlo pordeči ob prerezu.
Vonj spominja na smrdljivega dežnička (Lepiota cristata).

### Mikroskopske značilnosti
Trosni prah je temno rjav. Trosi so gladki in elipsasti, merijo 5,5–6,5 x 3,5–4,5 µm.